# 867 Kovacia
867 Kovacia, asteroid glavnog pojasa. Otkrio ga je Johann Palisa, 25. veljače 1917.

## Vanjske poveznice
- Minor Planet Center